# Mamadou Tounkara (calciatore 2001)
Mamadou Tounkara (Parigi, 12 maggio 2001) è un calciatore maliano con cittadinanza francese, difensore del Chaves.

## Carriera

### Club
Cresciuto nel Drancy (con la cui prima squadra nella stagione 2019-2020 ha anche giocato una partita nella quarta divisione francese), nel 2020 si trasferisce al Vitória Guimarães, con cui firma un triennale. Esordisce tra i professionisti il 3 settembre 2022, nella partita di Primeira Liga persa per 1-0 contro il Braga; il 14 settembre prolunga con il club bianconero fino al 2025.

### Nazionale
Ha giocato nella nazionale maliana Under-23.
Nell'estate del 2024 ha partecipato ai Giochi Olimpici di Parigi, nei quali ha disputato 3 partite.

## Statistiche

### Presenze e reti nei club
Statistiche aggiornate al 14 novembre 2022.
| Stagione        | Squadra           | Campionato      | Campionato | Campionato | Coppe nazionali | Coppe nazionali | Coppe nazionali | Coppe continentali | Coppe continentali | Coppe continentali | Altre coppe | Altre coppe | Altre coppe | Totale | Totale |
| Stagione        | Squadra           | Comp            | Pres       | Reti       | Comp            | Pres            | Reti            | Comp               | Pres               | Reti               | Comp        | Pres        | Reti        | Pres   | Reti   |
| --------------- | ----------------- | --------------- | ---------- | ---------- | --------------- | --------------- | --------------- | ------------------ | ------------------ | ------------------ | ----------- | ----------- | ----------- | ------ | ------ |
| 2022-2023       | Vitória Guimarães | PL              | 4          | 0          | CP+CdL          | 2+0             | 0               | UECL               | 0                  | 0                  | -           | -           | -           | 6      | 0      |
| Totale carriera | Totale carriera   | Totale carriera | 4          | 0          |                 | 2               | 0               |                    | 0                  | 0                  |             | -           | -           | 6      | 0      |